# عالم (مهنة)
كلمة عالِم [مفرد]: عالمون وعُلَماءُ: في معجم المعاني الجامع • اسم فاعل من علَمَ وعلِمَ/ علِمَ بـ. • مُتّصفٌ بالعِلْم والمعرفة، مُتخصِّصٌ في عِلْمٍ معيَّن خاصّة في العِلْم الطبيعيّ أو الفيزيائيّ وتم اطلاق كلمه عالم في الأصل علي القدماء العرب والاتينيين الذين كان لهم خبرة وفهم عميق في الطبيعة وقاموا ببناء العلوم الطبيعية أو الأساسية وهي تتضمن علم الكيمياء وعلم الفيزياء وعلم الفلك وعلم الرياضيات وعلم الاحياء وغيرها من العلوم الطبيعية ومع التطور والتقدم أصبح الآن يتم تدريس العلوم بشكل رسمي ولها قطاع خاص بها وتم فتح كليات العلوم لإنشاء متخصصين في العلوم واصبح الآن كلمة عالم تطلق على المتخصص في علم من العلوم سواء علم الفيزياء أو الكيمياء أو الرياضيات أو الچيولوچيا أو البيولوچي (علوم الحياة) أو في أي علم من العلوم الطبيعية، فالعالم هو شخص حاصل على إجازة علمية (البكالوريوس) في العلوم من إحدى كليات العلوم.فهو شخص يهتم بال علم، وتعمق في المعرفة العلمية في مجال معين، أي أن معرفته في اختصاصه تفوق العادة، فهو الخبير بالأشياء من حيث طبيعتها، تصنيفاتها وعملها، وهو الشخص المتمكن من مجال دراسته أو تخصصه. ولا يوجد حسب التعريف الحديث فارق بين العالم والمهندس والتقني الخبير. لكن الواضح أن العالم يشغل نفسه بتفسير الظواهر بينما العامل الفني أو التقني بالتطبيق. وكلاهما يسعى لحل المشاكل ذاتها. وينسب الباحثون أيضاً إلى مجموعة العلماء (التجريبيين وغيرهم). وتدأب مؤسسة ألفريد نوبل الكيميائي السويدي المشهور على منح الباحثين والعلماء البارزين عالمياً سنوياً جائزة نوبل. والمجالات هي: الفيزياء، الكيمياء، الطب أو علم وظائف الأعضاء، الآداب والسلام (ومنذ سنة 1969 جائزة لعلم الاقتصاد).
من أشهر العلماء المسلمين والعرب: الخوارزمي والبيروني وابن الهيثم، كما اشتهر قديماً الطبيب ابن سينا. ومن الحاليين الكيميائي أحمد زويل مصري الجنسية. ومن أشهر العلماء الغربيين: الفيزيائي إسحاق نيوتن والفيزيائي ألبرت آينشتاين، والفيزيائية الكيميائية ماري كوري والعالمة جريس هوبر وغيرهم.

## التاريخ
تطورت أدوار «العلماء»، وأسلافهم قبل ظهور التخصصات العلمية الحديثة تطورًا كبيرًا مع مرور الزمن. حظى العلماء في مختلف العصور (وقبلهم فلاسفة الطبيعة وعلماء الرياضيات ومؤرخو الطبيعة وعلماء اللاهوت الطبيعي والمهندسون وغيرهم ممن ساهموا في تطوير العلم) بمكانة مختلفة في المجتمع، وتغير أيضًا المعيار الاجتماعي والقيم والفضائل المعرفية المرتبطة بالعلماء، والمتوقعة منهم، مع مرور الزمن. يمكن، بالتالي، تصنيف العديد من الشخصيات التاريخية المختلفة كعلماء أوائل بناءً على الخصائص الأساسية للعلم الحديث.
يصف بعض المؤرخين الثورة العلمية التي بدأت في القرن السادس عشر بأنها الفترة التي تطور فيها العلم بشكل حديث. لم يحدث تغيرات اجتماعية واقتصادية كافية أدت إلى ظهور العلماء كمهنة رئيسية إلا في القرن التاسع عشر.

### العصور الكلاسيكية القديمة
سعت فئات مختلفة من العلماء إلى التعرف على تاريخ العلوم في العصور الكلاسيكية القديمة. قدم الفلاسفة والأطباء، بالإضافة إلى ممارسي المهن المختلفة مساهماتٍ باليونانية القديمة في العلوم كأعمال الهندسة والفلك الرياضي والروايات المبكرة للعمليات البيولوجية وفهرسات النباتات والحيوانات ونظريات المعرفة والتعلم. انتشرت هذه الأدوار وارتباطاتها بالمعرفة العلمية مع الإمبراطورية الرومانية وانتشار المسيحية، وارتبطت ارتباطًا وثيقًا بالمؤسسات الدينية في معظم الدول الأوروبية. اكتسب علم التنجيم والفلك مكانة مهمة كمجال معرفي، وتطور دور الفلكي المنجم بدعمٍ من الرعاية السياسية والدينية. قُسمت المعرفة إلى ثلاثة مقدمات بحلول نظام جامعات القرون الوسطى، وهي الفلسفة، كالفلسفة الطبيعية، والتعاليم، كعلم الفلك. كان، بالتالي، نظائر العلماء غالبًا في العصور الوسطى إما فلاسفة أو رياضيين. اختص الأطباء غالبًا بمعرفة النباتات والحيوانات.

### العصور الوسطى
أوجد العلم في عصر الحضارة الإسلامية في العصور الوسطى أساليب جديدة لتطوير المعرفة الطبيعية، وإن كانت لا تزال ضمن حدود الأدوار الاجتماعية القائمة، كالفيلسوف والرياضي. يُعد العديد من أوائل العلماء في العصر الذهبي للإسلام موسوعي العلوم، ويعود ذلك جزئيًا إلى عدم وجود أي شيء يُضاهي حقول العلم الحديثة. وكان العديد من هؤلاء الموسوعيين الأوائل قسوس وعلماء اللاهوت أيضًا: فعلى سبيل المثال، كان ابن الهيثم وأبو الريحان البيروني من علماء علم الكلام، والطبيب ابن سينا من حفظة القرآن، وكذلك الطبيب ابن النفيس من حفظة القرآن ومُحدثا وعالمًا، وكان عالم النبات أوتو برونفيلس عالم لاهوت ومؤرخًا للبروتستانتية؛ وكان الفلكي والطبيب نيكولاس كوبرنيكوس كاهنًا. عُد علماء كليوناردو دا فينشي ومايكل أنجلو وغاليليو غاليلي وجيرولامو كاردانو من أشهر الموسوعيين وخلال عصر النهضة الإيطالية.

### عصر النهضة
قدم الإيطاليون مساهمات كبيرة في العلوم في عصر النهضة. اكتشف ليوناردو دا فينشي اكتشافات مهمة في علم الحفريات وعلم التشريح. أضاف أبو العلوم الحديثة، جاليليو جاليلي، تحسينات رئيسية على مقياس الحرارة والتلسكوب، ما سمح له بمراقبة ووصف النظام الشمسي بوضوح. لم يكن ديكارت رائدًا في الهندسة التحليلية فحسب، بل صاغ أيضًا نظرية في الميكانيكا وأفكارًا متقدمة حول أصول حركة الحيوانات والإدراك. أثارت الرؤية اهتمام الفيزيائيين يونغ وهيلمهولتز الذين درسا أيضًا البصريات والسمع والموسيقى. وسع نيوتن رياضيات ديكارت باختراع حساب التفاضل والتكامل (في نفس الوقت مع غوتفريد لايبنتس). قدم أيضًا صياغة شاملة للميكانيكا التقليدية وبحث في الضوء والبصريات. أسس جوزيف فورييه فرعًا جديدًا من الرياضيات، وهي متسلسة فورييه، ودرس تدفق الحرارة والأشعة تحت الأحمر، واكتشف تأثير البيت الزجاجي. شمل العلماء الرياضيات أيضًا جيرولامو كاردانو وبليز باسكال وبيير دي فيرما وجون فون نيومان وآلان تورنغ وكينشين وماركوف ونوربرت فينر علماء، وقدموا جميعًا مساهماتٍ كبيرة في العلوم ونظرية الاحتمالات كالأفكار التي تقوم عليها الحواسيب وبعض أسس الميكانيكا الإحصائية وميكانيكا الكم. كان العديد من العلماء ذوي الميول الرياضية، بمن فيهم غاليليو غاليلي، موسيقيين أيضًا.
توجد العديد من القصص المؤثرة في الطب وعلم الأحياء كتطور الأفكار حول دورة الدم من جالينوس إلى هارفي. ينسب بعض العلماء والمؤرخين إلى المسيحية مساهمتها في نشوء الثورة العلمية.

### عصر التنوير
اكتشف لويجي غلفاني، رائد علم التأثيرات الكهربائية الحيوية، الكهرباء الحيوانية في عصر التنوير. اكتشف أن صعق الحبل الشوكي لضفدع بشحنة كهربائية يمكن أن يُسبب تشنجات عضلية في جميع أنحاء جسمه. يمكن للشحنات أن تجعل أرجل الضفدع تقفز حتى لو لم تعد الأرجل متصلة به. لامس مشرط جالفاني الفولاذي خطافًا نحاسيًا كان يُثبت الساق في مكانها أثناء قطع ساق ضفدع. ارتعشت الساق. أكدت تجارب أخرى هذا التأثير، واقتنع جالفاني بأنه يرى آثار ما أسماه الكهرباء الحيوانية التي تُعد قوة الحياة داخل عضلات الضفدع. تمكن زميل جالفاني في جامعة بافيا، ألساندرو فولتا، من إعادة إنتاج النتائج، لكنه شك في تفسيرات جالفاني.
يُعد لادزارو سبالانساني من أبرز الشخصيات المؤثرة في علم وظائف الأعضاء التجريبي والعلوم الطبيعية. أثرت أبحاثه تأثيرًا دائمًا على العلوم الطبية، وقدم مساهمات مهمة في الدراسات التجريبية لوظائف الجسم والتكاثر الحيواني.
اكتشف فرانسيسكو ريدي أن الميكروبات يمكن أن تؤدي إلى الإصابة بالأمراض.

### القرن العشرين
تعد ماري كوري أول امرأة تفوز بجائزة نوبل، وأول شخص يفوز بها مرتين. أدت جهودها إلى تطوير الطاقة النووية والعلاج الإشعاعي لعلاج السرطان. عُينت عضوًا في اللجنة الدولية للتعاون الفكري التابعة لمجلس عصبة الأمم في عام 1922. ناضلت من أجل حق العلماء في تسجيل براءات اختراع لاكتشافاتهم واختراعاتهم، ناضلت أيضًا من أجل حرية الوصول إلى المؤلفات العلمية الدولية، ومن أجل الرموز العلمية المعترف بها دوليًا.

## المهنة

### التعليم
يتدرب العديد من العلماء المحترفين تدريبهم في بيئة أكاديمية (كالجامعات ومعاهد البحث) في العصر الحديث، ويكون ذلك غالبًا على مستوى كليات الدراسات العليا. يحصلون عادةً عند إتمام الدراسة على شهادة جامعية، وأعلى درجة هي الدكتوراه كدرجة الدكتوراه في الفلسفة. تشمل بعض متطلبات التدريب الشائعة التخصص في مجال اهتمام ونشر نتائج الأبحاث في دوريات علمية حاصلة على مراجعة الأقران وعرضها في مؤتمرات علمية وإلقاء المحاضرات أو التدريس وطرح أطروحة (أو رسالة دكتوراه) خلال اختبار شفوي على الرغم من اختلاف التعليم العالي للعلماء باختلاف المؤسسات والدول. يدرس طلاب الدراسات العليا غالبًا تحت إشراف مرشد، يكون غالبًا عالمًا كبيرًا، لمساعدتهم في هذا المسعى، وقد يستمر هذا التوجيه بعد إتمام الدكتوراه، إذ يعملون كباحثين ما بعد الدكتوراه.